# John Mayer
John Clayton Mayer (Bridgeport (Connecticut), 16 oktober 1977) is een Amerikaanse singer-songwriter en gitarist die in Montana woont. Na afbreken van zijn studie op het Berklee College of Music verhuisde hij in 1997 naar Atlanta (Georgia) waar hij zijn talent doorontwikkelde en naam begon te maken. Zijn eerste albums Room for Squares en Heavier Things verkochten goed. In 2003 won hij tijdens de Grammy Awards de prijs voor de "Best Male Pop Vocal Performance" voor "Your Body Is a Wonderland".
Mayer begon zijn carrière voornamelijk met het spelen van akoestische rock, maar schoof langzamerhand naar het bluesgenre. In 2005 speelde hij dan ook met bluesartiesten als B.B. King, Buddy Guy en Eric Clapton. Zijn album Continuum, uitgebracht in oktober 2006, getuigt het meest van zijn liefde voor blues. Tijdens de negenenveertigste editie van de Grammy Awards in 2007 won Mayer de prijs voor "Best Pop Vocal Album" voor Continuum en "Best Male Pop Vocal Performance" voor Waiting on the World to Change. Naast het zingen is de carrière van Mayer inmiddels uitgebreid tot stand-upcomedy, design en schrijven. Zo heeft hij verscheidene stukken geschreven voor Amerikaanse magazines als bijvoorbeeld het blad Esquire.

## Biografie

### Jeugd
Mayer groeide op vlak bij de stad Fairfield als middelste van drie kinderen met oudere broer Carl en jongere broer Ben. Zijn moeder, Margaret, werkte als lerares Engels en zijn vader, Richard, verdiende de kost als schooldirecteur. De liefde voor muziek begon al op jonge leeftijd. Na het zien van een gitaaroptreden van Michael J. Fox als Marty McFly in Back to the Future raakte hij gefascineerd door het instrument. Naar eigen zeggen was hij een jongen die terughoudend was op school, maar bij vrienden thuis pakte hij af en toe de gitaar. Toen hij dertien jaar oud was, huurde zijn vader een gitaar voor hem en zijn broer. Vanaf januari 1991 kreeg hij op elke maandag gitaarles bij Fairfield’s ‘Professional Music Center’ van gitaardocent El Ferrante. Hij was zo gefascineerd door het instrument, dat zodra hij thuis kwam meteen gitaar ging spelen. Het liefst speelde hij de hele nacht door, maar zijn moeder maakte de regel dat hij om 21:30 moest stoppen.
Nadat Mayer zijn gitaar kreeg, gaf een buurman hem een cassette van de Amerikaanse blueszanger Stevie Ray Vaughan. Door het beluisteren van de cassette ontstond er bij de jonge tiener een grote bewondering voor blues. Na twee jaar oefenen op de gitaar begon Mayer op te treden in bluescafés en andere locaties in de buurt. Hij speelde in een band getiteld Another Roadside Attraction met Sam Morrissey als bas en Alex Wiser als drummer.
Toen Mayer zeventien was, werd hij vanwege een hartritmestoornis een weekend opgenomen in het ziekenhuis. Terugkijkend op het incident, zei Mayer: "That was the moment the songwriter in me was born". Bij thuiskomst van zijn ziekenhuisbezoek schreef hij dan ook direct zijn eerste teksten op papier. Na het afstuderen werkte hij voor vijftien maanden in een benzinestation totdat hij genoeg geld had om zijn eerste echte gitaar te kopen – een Stevie Ray Vaughan signature Stratocaster uit 1996.

### Vroege carrière
Toen Mayer 19 was studeerde hij aan de Berklee College of Music in Boston, Massachusetts. Maar na twee semesters verkoos hij al plotseling met de studie te stoppen. Na aansporen van zijn vriend Clay Cook verhuisden de twee naar Atlanta, Georgia, waar zij onder de bandnaam LoFi Mastars optraden in lokale cafés en muziekclubs. De band hield echter niet lang stand, omdat het genre van de band ter discussie stond. John Mayer wenste het genre meer de popkant op te sturen, maar dat viel niet in de smaak bij Cook. De twee wegen raakten gescheiden van elkaar en Mayer begon een solocarrière. Met de hulp van lokale producer Glenn Matullo nam Mayer dan zijn eerste onafhankelijke ep Inside Wants Out op. Het 'album', dat slechts acht nummers bevat en te kort is om de titel album te dragen, is voornamelijk akoestisch begeleid. Zijn eerste commerciële single met de titel "No Such Thing" is dan een feit. Met een hele band, waaronder co-producer David “DeLa’’ LaBruyere op de basgitaar, begon Mayer op te treden door Georgia en andere omringende Amerikaanse staten.

### Eerste albums
Het talent van Mayer bleef niet onopgemerkt. Na een optreden tijdens het Amerikaanse festival South by Southwest kreeg de Amerikaanse zanger de kans om te tekenen bij de platenmaatschappij Aware Records. Naast het feit dat Mayer mocht optreden tijdens Aware Festival-concerten en dat zijn nummers opgenomen werden in compilaties van Aware, bracht Mayer begin 2001 zijn eerste echte album uit. Het album Room for Squares verscheen echter alleen op het internet. Het album werd geproduceerd door John Alagia. Nadat Aware een deal sloot met Columbia Records besloot Columbia in september 2001 het album te upgraden met het nummer "3x5" en de eerste vier nummers uit Inside Wants out (gemixt) toe te voegen.
Eind 2002 bracht Room for Squares enkele radiohits op, zo als No Such Thing, Your Body Is a Wonderland en uiteindelijk Why Georgia. In 2003 won Mayer een Grammy Award voor "Best Male Pop Vocal Performance" voor Your Body Is a Wonderland. In een speech zei Mayer: "This is very, very fast, and I promise to catch up."
In 2003 bracht Mayer een live-cd en -dvd van een concert in Birmingham (Alabama), onder de naam Any Given Thursday, op de markt. Het concert bevat oorspronkelijk niet opgenomen nummers als "Man on the Side" en "Something’s Missing" (samen geschreven met Cook) dat later ook op het album Heavier Things verscheen.
Heavier Things, het tweede album van Mayer, werd uitgebracht in 2003. Het album, dat geproduceerd en gemixt werd door Jack Joseph Puig, werd ontvangen met lovende kritieken en groeide uit tot een commercieel succes. Hoewel het niet zo goed verkocht als Room for Squares, stond het hoog in de Amerikaanse hitlijsten. Met het nummer "Daughters" wist hij zelfs de eerst plek te bemachtigen in de hitlijsten en ontving hij tevens een Grammy voor "Song of the Year" waarmee hij concurrenten als Alicia Keys en Kanye West achter zich wist te laten. Hij droeg zijn prijs op aan zijn grootmoeder, Annie Hoffman, die in mei 2004 overleed. Hij won daarnaast ook de Grammy Award voor "Best Male Pop Vocale Performance".
In 2005 vormde hij tijdelijk een bluestrio in samenwerking met Steve Jordan en Pino Palladino, genaamd 'John Mayer Trio'. In deze formatie toerde hij gedurende 2005 door de Verenigde Staten. In november van datzelfde jaar verscheen het livealbum Try!.

### Continuum
Het derde album, getiteld Continuum, werd in de Verenigde Staten op 12 september 2006 uitgebracht en 16 oktober 2006 in Nederland. Het album werd geproduceerd door John Mayer en Steve Jordan. Mayer wilde naar eigen zeggen een album maken waarin popmuziek wordt gecombineerd met het gevoel en geluid van de blues. Het album bevat ook twee nummers die hij eerder opnam met het John Mayer Trio: "Vultures" en "Gravity" waarover hij gezegd heeft dat het het belangrijkste nummer is dat hij ooit heeft geschreven. De eerste single van Continuum was Waiting on the World to Change, die hij op 16 juni 2006 uitbracht. Naast Jordan op drums en Palladino op basgitaar spelen op dit nummer ook 'Ricky Peterson (keyboard) en Roy Hargrove (trompet) mee. Gedurende de zomer en het najaar van 2006 toerde Mayer met Sheryl Crow door de Verenigde Staten en Canada.
Op 7 december 2006 werd Mayer genomineerd voor vijf Grammy Awards voor het jaar 2007, waarvan onder andere de prijs voor Album of the Year. Ook ontving hij met het John Mayer Trio een nominatie voor zijn eerdere album Try!. Mayer won er uiteindelijk twee: "Best Pop Song with Vocal" voor "Waiting on the World to Change" en "Best Pop Album" voor Continuum.
In 2007 bracht Mayer het album Village Sessions uit. Hierop staan zes akoestische nummers die afstammen van het album Continuum en de tournee Try!. Het album werd opgenomen met Jordan en Palladino en Ben Harper, Robbie McIntosh (van The Pretenders) en Ricky Peterson (lid van Mayers toerband en voormalig producent van de Prince-albums). Dat alles in de The Village studio in Los Angeles.
Op 1 juli 2008 bracht Mayer een live-dvd van zijn concert in the Nokia Theatre in Los Angeles van december 2007 op de markt. De registratie is verzorgd door Danny Clish. Mayer trad op met een akoestische setting en een setting met het John Mayer Trio, gevolgd door een set met de band van Continuum.
In 2008 werkten hij en andere artiesten uit de Verenigde Staten, het Verenigd Koninkrijk, Canada en Zuid-Afrika aan het album Songs for Tibet, een steunbetuiging aan Tibet en dalai lama Tenzin Gyatso. Songs for Tibet verscheen tegelijkertijd met de Olympische Zomerspelen 2008 in de Volksrepubliek China: het album werd op 5 augustus uitgebracht via iTunes en op 12 augustus via muziekwinkels overal ter wereld. Sinds de invasie van Tibet in 1950-1951 bezet China het land met - volgens critici - een wijdverbreide politieke, religieuze en culturele onderdrukking tot gevolg.
Op 7 juli 2009 speelde Mayer het nummer Human Nature op de herdenkingsdienst van Michael Jackson, die op 25 juni 2009 was overleden aan een hartstilstand. Eerder al speelde Mayer een solo op Fall Out Boys cover van Jacksons Beat It.

### Battle Studies
Op 17 november 2009 verscheen er een nieuw album van Mayer. Het liedje Who Says werd de eerste single van Battle Studies. Volgens Mayer zouden er veel singles van het album verschijnen, in tegenstelling tot zijn vorige albums.
Voor het schrijven van zijn nieuwe album Battle Studies huurde Mayer een huis in de heuvels van Hollywood in Californië waar hij leefde en werkte gedurende zes maanden. Om zich optimaal te kunnen concentreren en in te leven in het schrijven van nieuwe nummers liet hij het huis ombouwen in een heuse ‘muziekstudio’. Over zijn nieuwe locatie zei Mayer op zijn blog: "It's a house in a clandestine location that's being converted into a music studio. No, not a music studio. An entire music experience". Tijdens het schrijven van zijn album hield hij zijn fans op de hoogte door het plaatsen van video’s en foto’s, aantekeningen en teksten op zijn blog.
Mayer raakte geïnspireerd door de Californische rock/pop uit de jaren 70 en 80, waarvan de invloeden goed zijn terug te horen. Het album, bestaande uit elf nieuwe nummers, heeft een totale luistertijd van 45 minuten.

### Born and Raised
Na Battle Studies nam hij een paar jaar rust. "Ik was mijzelf helemaal kwijt", zo vertelde hij in het praatprogramma van Ellen DeGeneres, "Ik zei stomme dingen in interviews en dat wilde ik niet meer". Ook verklaarde hij dat hij een nieuwe start wilde maken en daarom verhuisde naar Montana.
Zijn album Born and Raised zou oorspronkelijk in het najaar van 2011 in de winkels liggen, maar dit werd uitgesteld vanwege een granuloom in zijn keel. Mayer moest met spoed onder het mes maar herstelde snel. Op 27 februari kwam de eerste single van het album Born and Raised uit, genaamd Shadow Days. Het nummer werd een kleine hit in Nederland met een 17de plaats als hoogste notering. Op 18 mei 2012 kwam het album uiteindelijk uit. In totaal zou het 3 weken op 1 staan in de Album Top 100.
Het granuloom in de keel van Mayer keerde ondertussen weer terug, waardoor hij de geplande tournee voor het promoten van zijn nieuwe album moest afzeggen.
Op 16 juni kwam de tweede single van Born and Raised uit, genaamd Queen of California. Het nummer werd echter geen hit en bleef steken in de tipparade. De bijbehorende clip werd uitgebracht op 30 juli.
Op 15 december 2012 verscheen Mayer in het Prudential Center in Newark, New Jersey tijdens het optreden van The Rolling Stones in de VS in het kader van hun concerttournee 50 & Counting. Hij speelde samen met de band en met Gary Clark jr. een cover van het nummer I’m Going Down.
Op 18 april 2013 introduceerde Mayer een van zijn grootste muzikale invloeden, de legendarische bluesgitarist Albert King, in de Rock and Roll Hall of Fame. “Albert’s style is the reason guitar faces were invented,” zei hij tijdens zijn speech. Daarna speelde hij samen met Gary Clark Jr. een van Kings bekendste nummers, Born under a Bad Sign.

### Paradise Valley
In mei 2013 maakte Mayer bekend een nieuw album uit te brengen in de zomer. Hierover zei hij: "Not a Born and Raised 'plus'... A new group of songs to bring the whole thing up to date with Summer 2013. I have that hunger that always precedes something meaningful." Het kreeg de titel Paradise Valley en kwam uit op 13 augustus 2013. Op 18 juni kwam de eerste single uit genaamd: Paper doll. Dit werd een kleine hit in Nederland.
Net zoals Born and Raised werd het album gemaakt in samenwerking met Don Was.
Tijdens het opnemen van Paradise Valley hield Mayer zijn fans via zijn eigen YouTubekanaal op de hoogte van de ontwikkelingen rondom het nieuwe album. Hij publiceerde wekelijks een video getiteld ‘Studio Session’, waarin stukken van de nummers die op Paradise Valley kwamen, te horen waren. Ook plaatste hij regelmatig foto’s op zijn website. Bij de productie van Born and Raised liet hij weinig van zich horen en publiceerde bijna niets. Paradise Valley stond uiteindelijk 2 weken op nummer 1 genoteerd in Nederland. De kleine hit Paper Doll bleek uiteindelijk ook de enige hit van het album. De single die hier op volgde, Who You Love, bleef namelijk hangen in de tipparade en bereikte de Single Top 100 niet. Het nummer is een duet met Mayer's toenmalige vriendin Katy Perry.
In juli 2013 begon zijn nieuwe wereldtournee. In oktober van dat jaar kwam hij naar Nederland voor drie uitverkochte shows in de Heineken Music Hall en de Ziggo Dome in Amsterdam.
Tijdens de presentatie van het programma van Pinkpop 2014 werd bekendgemaakt dat Mayer op zaterdag 7 juni voor de tweede keer op Pinkpop zou staan. Eerder stond hij al in 2010 op Pinkpop. Ook werd er later bekendgemaakt dat hij op 20 juni een concert zou geven in de Ziggo Dome. Dit was binnen enkele minuten uitverkocht. Zijn optreden op Pinkpop kreeg overwegend goede reacties, ondanks dat Mayer voornamelijk minder bekend werk speelde.
Eind mei 2014 bracht hij tijdens zijn tournee door Australië een cover uit van het nummer XO, origineel gezongen door Beyoncé. Dit nummer werd zo goed ontvangen dat het binnen enkele dagen als single werd uitgegeven. Eind juni bereikte het nummer in verschillende landen, waaronder Nederland, de hitlijsten, zoals de 3FM Mega Top 50. Hij speelde dit nummer ook tijdens zijn concert in de Ziggo Dome op 20 juni.
In augustus 2014 bracht hij onder leiding van Eric Clapton, samen met andere grote namen uit de blues muziek zoals Mark Knopfler, Tom Petty en Willie Nelson, een album uit dat diende als eerbetoon aan de in 2013 overleden JJ Cale. Mayer covert op dit album samen met Clapton drie nummers van Cale. Het album kwam in verschillende landen binnen op 1 in de Album Top 100.
In 2015 was Mayer op tournee met de band Dead & Company, een spin-off van de jarenzestigband Grateful Dead. Op Mayers laatste eigen tournee speelde hij vaak covers van deze band, zoals: Going Down the Road Feeling Bad en Friend of the Devil.

### The Search for Everything
Op 14 april 2017 bracht Mayer het album The Search for Everything uit. Op 30 januari 2017 kondigde John Mayer de 'The Search for Everything-tour' aan. Van dit album werden Love on the Weekend en In the Blood bescheiden hits. 

### Sob Rock
Mayer scoorde in 2018 ook een hit met het nummer New Light, gevolgd door de singles I Guess I Just Feel Like en Carry Me Away in 2019. In juli 2021 bracht Mayer zijn achtste studioalbum Sob Rock uit. Op dit album staan deze drie liedjes, met nog zeven andere tracks. Eén daarvan is Last Train Home, die in juni 2021 op single werd uitgebracht. Voor dit nummer heeft Mayer zich sterk laten beïnvloeden door de poprock uit de jaren '80. Dit geldt ook voor opvolger Shot in the Dark. Ook de foto van Mayer op de albumhoes van "Sob Rock" is geïnspireerd door albumcovers uit de jaren '80.
In de zomer van 2024 verzorgde Mayer de vocalen op Automatic Yes van Zedd.

## Privéleven
Mayer heeft een aantal tatoeages. Zo heeft hij "Home" en "Life" (van een nummer) op de achterkant van respectievelijk zijn linker- en rechterarm, "77" (zijn geboortejaar) op de linkerhelft van zijn borst, en een op een koi-karper lijkend figuur op zijn rechterschouder. Zijn gehele linkerarm is bedekt met een verzameling aan kleine tatoeages die hij in periodes aanvulde, en in april 2008 afmaakte. De verzameling bevat "SRV" (afkorting van zijn idool Stevie Ray Vaughan) op zijn schouder, een verfraaide rechthoek op zijn biceps, een op een draak lijkend figuur op zijn onderarm, en andere variërende bloemenfiguren. In 2003 heeft hij een tatoeage van drie vierkanten op zijn rechterarm laten zetten die hij naar eigen zeggen in de loop der tijd wil laten invullen. In 2009 zijn twee van de vierkanten gevuld.
Naast een verzameling aan tatoeages heeft Mayer ook een collectie aan gitaren. Mayer speelt doorgaans op een Fender Stratocaster en Fender had drie zogenaamde signature model-Stratocasters met Mayers medewerking op de markt. In 2018 bracht Paul Reed Smith een John Mayer Signature gitaar uit. Dit deed in de gitaarwereld veel stof opwaaien omdat het technisch een Stratocaster met kleine uiterlijke aanpassingen is terwijl Paul Reed Smith beroemd is om totaal andere gitaren. Doordat Mayer vaak een Marshall Blues Breaker-overdrivepedaal uit 1991 gebruikt werd dit vrij zeldzame pedaal inneens een populair pedaal.
Mayer is een gepassioneerde verzamelaar van gitaren en had rond 2006 een collectie van meer dan 200 exemplaren. Deze collectie is in 2008 uitgebreid tot meer dan 300 gitaren.
Ook heeft hij een zwak voor horloges, zonnebrillen en sneakers. Hij heeft een verzameling horloges en naar schatting (in 2006) meer dan 200 paar schoenen.
Mayer lijdt waarschijnlijk aan triskaidekafobie, een angst voor het getal 13. Zijn debuutalbum Room For Squares bracht hij eerst uit met 12 tracks. Columbia Records wilde op de re-release het nummer "3x5" toevoegen, waardoor het nummer "St. Patrick's Day" track 13 zou worden. Er werd daarom na track 12 een stilte van 2 seconden ingelast, waardoor "St. Patrick's Day" als track 14 herkend werd.

## Discografie

### Albums
| Album met eventuele hitnotering(en) in de Nederlandse Album Top 100 | Datum van verschijnen | Datum van binnenkomst | Hoogste positie | Aantal weken | Opmerkingen   |
| ------------------------------------------------------------------- | --------------------- | --------------------- | --------------- | ------------ | ------------- |
| Inside Wants out                                                    | 01-01-1999            | -                     |                 |              |               |
| Room for Squares                                                    | 05-06-2001            | -                     |                 |              |               |
| Any Given Thursday                                                  | 11-02-2003            | -                     |                 |              | Livealbum     |
| Heavier Things                                                      | 09-09-2003            | 26-03-2005            | 19              | 28           |               |
| As/Is                                                               | 19-10-2004            |                       |                 |              | Livealbum     |
| Try!                                                                | 2005                  | -                     |                 |              | Livealbum     |
| Continuum                                                           | 16-10-2006            | 21-10-2006            | 12              | 35           |               |
| Village Sessions                                                    | 01-12-2006            | -                     |                 |              |               |
| Where the Light Is: John Mayer Live in Los Angeles                  | 27-06-2008            | 05-07-2008            | 16              | 32           | Livealbum     |
| John Mayer                                                          | 2009                  | 18-04-2009            | 77              | 6            | Verzamelalbum |
| Battle Studies                                                      | 13-11-2009            | 21-11-2009            | 1(1wk)          | 72           | Goud          |
| Born and Raised                                                     | 18-05-2012            | 26-05-2012            | 1(3wk)          | 25           |               |
| John Mayer boxset                                                   | 2013                  | 17-08-2013            | 63              | 2            | Verzamelalbum |
| Paradise Valley                                                     | 16-08-2013            | 24-08-2013            | 1(2wk)          | 48           |               |
| The Search for Everything                                           | 14-04-2017            | 22-04-2017            | 4               | 126          |               |
| Sob Rock                                                            | 16-07-2021            | 24-07-2021            | 1(1wk)          | 54           |               |

| Album met hitnotering(en) in de Vlaamse Ultratop 200 albums | Datum van verschijnen | Datum van binnenkomst | Hoogste positie | Aantal weken | Opmerkingen |
| ----------------------------------------------------------- | --------------------- | --------------------- | --------------- | ------------ | ----------- |
| Born and Raised                                             | 18-05-2012            | 26-05-2012            | 30              | 13           |             |
| Paradise Valley                                             | 16-08-2013            | 24-08-2013            | 17              | 11           |             |
| The Search for Everything                                   | 14-04-2017            | 22-04-2017            | 26              | 9            |             |
| Sob Rock                                                    | 16-07-2021            | 24-07-2021            | 3               | 16           |             |

### Singles
| Single met eventuele hitnotering(en) in de Nederlandse Top 40 | Datum van verschijnen | Datum van binnenkomst | Hoogste positie | Aantal weken | Opmerkingen                                                  |
| ------------------------------------------------------------- | --------------------- | --------------------- | --------------- | ------------ | ------------------------------------------------------------ |
| No Such Thing                                                 | 14-05-2002            | -                     |                 |              | Nr. 97 in de Single Top 100                                  |
| Daughters                                                     | 24-02-2005            | 16-04-2005            | 30              | 5            | Nr. 29 in de Single Top 100                                  |
| Clarity                                                       | 2005                  | 16-07-2005            | tip17           | -            | Nr. 80 in de Single Top 100                                  |
| Waiting on the World to Change                                | 2006                  | 05-08-2006            | tip4            | -            | Nr. 55 in de Single Top 100                                  |
| Gravity                                                       | 2006                  | 23-12-2006            | tip13           | -            | Nr. 66 in de Single Top 100                                  |
| Dreaming with a Broken Heart                                  | 2007                  | -                     |                 |              | Nr. 96 in de Single Top 100                                  |
| Beat It                                                       | 2008                  | 12-04-2008            | tip3            | -            | met Fall Out Boy / Nr. 98 in de Single Top 100               |
| Who Says                                                      | 2009                  | 07-11-2009            | 18              | 7            | Nr. 13 in de Single Top 100                                  |
| Heartbreak Warfare                                            | 2010                  | 27-02-2010            | 3               | 24           | Nr. 6 in de Single Top 100                                   |
| Half of My Heart                                              | 2010                  | 19-06-2010            | 15              | 11           | met Taylor Swift / Nr. 40 in de Single Top 100 / Alarmschijf |
| Perfectly Lonely                                              | 2010                  | 27-11-2010            | 9               | 16           | Nr. 52 in de Single Top 100 / Alarmschijf                    |
| Shadow Days                                                   | 2012                  | 17-03-2012            | 17              | 10           | Nr. 23 in de Single Top 100 / Alarmschijf                    |
| Queen of California                                           | 2012                  | 16-06-2012            | tip20           | -            |                                                              |
| Paper Doll                                                    | 2013                  | 06-07-2013            | 30              | 4            | Nr. 58 in de Single Top 100                                  |
| Wildfire                                                      | 2013                  | 24-08-2013            | tip19           | -            | Nr. 77 in de Single Top 100                                  |
| Who You Love                                                  | 2013                  | 09-11-2013            | tip18           | -            | met Katy Perry                                               |
| XO                                                            | 2014                  | -                     |                 |              | Nr. 95 in de Single Top 100                                  |
| Love on the Weekend                                           | 17-11-2016            | 26-11-2016            | tip2            | -            | Nr. 64 in de Single Top 100                                  |
| Moving On and Getting Over                                    | 2017                  | -                     |                 |              | Nr. 52 in de Single Top 100                                  |
| Still Feel Like Your Man                                      | 2017                  | -                     |                 |              | Nr. 93 in de Single Top 100                                  |
| In the Blood                                                  | 2017                  | 20-05-2017            | tip2            | -            |                                                              |
| New Light                                                     | 11-05-2018            | 20-10-2018            | 29              | 9            | Nr. 46 in de Single Top 100                                  |
| I Guess I Just Feel Like                                      | 2019                  | 02-03-2019            | tip2            | -            |                                                              |
| Outta My Head                                                 | 2019                  | -                     |                 |              | met Khalid / Nr. 69 in de Single Top 100                     |
| Carry Me Away                                                 | 2019                  | 14-09-2019            | tip16           | -            |                                                              |
| Last Train Home                                               | 04-06-2021            | 19-06-2021            | 14              | 18           | Nr. 20* in de Single Top 100 / Alarmschijf                   |
| Shot in the Dark                                              | 2021                  | 12-02-2022            | tip23           | 3            | Nr. 68 in de Single Top 100                                  |

| Single met hitnotering(en) in de Vlaamse Ultratop 50 | Datum van verschijnen | Datum van binnenkomst | Hoogste positie | Aantal weken | Opmerkingen      |
| ---------------------------------------------------- | --------------------- | --------------------- | --------------- | ------------ | ---------------- |
| Queen of California                                  | 2012                  | 11-08-2012            | tip94           | -            |                  |
| Paper Doll                                           | 2013                  | 31-08-2013            | tip83           | -            |                  |
| Don't Wait                                           | 2014                  | 23-08-2014            | tip81           | -            | met Eric Clapton |
| Still Feel Like Your Man                             | 2017                  | 29-04-2017            | tip             | -            |                  |
| In the Blood                                         | 2017                  | 24-06-2017            | tip18           | -            |                  |
| New Light                                            | 2018                  | 02-06-2018            | tip13           | -            |                  |
| I Guess I Just Feel Like                             | 2019                  | 23-03-2019            | tip             | -            |                  |
| Outta My Head                                        | 2019                  | 13-04-2019            | tip             | -            | met Khalid       |

### NPO Radio 2 Top 2000
| Nummers met noteringen in de NPO Radio 2 Top 2000 | '05  | '06 | '07 | '08 | '09 | '10  | '11  | '12  | '13  | '14  | '15  | '16  | '17  | '18  | '19  | '20  | '21  | '22  | '23  | '24  |
| ------------------------------------------------- | ---- | --- | --- | --- | --- | ---- | ---- | ---- | ---- | ---- | ---- | ---- | ---- | ---- | ---- | ---- | ---- | ---- | ---- | ---- |
| Daughters                                         | 1890 | 344 | 729 | 884 | 469 | 364  | 378  | 344  | 304  | 523  | 471  | 563  | 603  | 660  | 702  | 700  | 816  | 890  | 928  | 798  |
| Free Fallin'                                      | ×    | ×   | ×   | -   | -   | -    | -    | -    | -    | -    | -    | -    | -    | 988  | 986  | 1010 | 1074 | 1220 | 1258 | 1467 |
| Gravity                                           | ×    | -   | -   | -   | -   | -    | -    | 635  | 330  | 575  | 453  | 509  | 593  | 655  | 665  | 626  | 687  | 786  | 855  | 765  |
| Half of My Heart (met Taylor Swift)               | ×    | ×   | ×   | ×   | ×   | 811  | 1327 | 864  | 986  | 1557 | 1865 | -    | -    | -    | -    | -    | -    | -    | -    | -    |
| Heartbreak Warfare                                | ×    | ×   | ×   | ×   | ×   | 379  | 612  | 831  | 725  | 1032 | 1125 | 1362 | 1342 | 1496 | 1598 | 1857 | 1973 | -    | -    | -    |
| In the Blood                                      | ×    | ×   | ×   | ×   | ×   | ×    | ×    | ×    | ×    | ×    | ×    | ×    | 796  | 592  | 607  | 630  | 665  | 823  | 945  | 1143 |
| Last Train Home                                   | ×    | ×   | ×   | ×   | ×   | ×    | ×    | ×    | ×    | ×    | ×    | ×    | ×    | ×    | ×    | ×    | 1811 | 960  | 1287 | 1712 |
| New Light                                         | ×    | ×   | ×   | ×   | ×   | ×    | ×    | ×    | ×    | ×    | ×    | ×    | ×    | -    | 1051 | 1285 | 1354 | 1727 | -    | -    |
| Perfectly Lonely                                  | ×    | ×   | ×   | ×   | ×   | -    | -    | 1617 | 1202 | 1805 | -    | -    | -    | -    | -    | -    | -    | -    | -    | -    |
| Shadow days                                       | ×    | ×   | ×   | ×   | ×   | ×    | ×    | 1865 | 1852 | -    | -    | -    | -    | -    | -    | -    | -    | -    | -    | -    |
| Slow Dancing in a Burning Room                    | ×    | ×   | -   | -   | -   | -    | -    | -    | 1729 | 712  | 574  | 599  | 594  | 619  | 610  | 646  | 637  | 651  | 712  | 690  |
| Stop This Train                                   | ×    | -   | -   | -   | -   | -    | -    | -    | -    | -    | -    | -    | -    | 1998 | -    | -    | -    | -    | -    | -    |
| Waiting on the World to Change                    | ×    | -   | -   | -   | 871 | 1198 | 539  | 824  | 564  | 1082 | 482  | 978  | 1103 | 1248 | 1407 | 1410 | 1519 | 1885 | 1930 | 1919 |
| Who Says                                          | ×    | ×   | ×   | ×   | -   | -    | -    | -    | -    | 1575 | 1560 | 1852 | -    | -    | -    | -    | -    | -    | -    | -    |

1. ↑  Een '-' betekent dat het nummer niet was genoteerd, een '×' betekent dat het nummer nog niet was uitgebracht en een vetgedrukt getal geeft de hoogste notering van een nummer aan.
2. ↑  2005 was het eerste jaar met een notering voor John Mayer.

### Dvd's
| Dvd's met hitnoteringen in de Nederlandse Music Top 30 | Datum van verschijnen | Datum van binnenkomst | Hoogste positie | Aantal weken | Opmerkingen |
| ------------------------------------------------------ | --------------------- | --------------------- | --------------- | ------------ | ----------- |
| Where the light is: John Mayer live in Los Angeles     | 2008                  | 05-07-2008            | 1(1wk)          | 88           |             |

## Prijzen
| Jaar | Prijsdd                                           | Categorie |
| ---- | ------------------------------------------------- | --- |
| 2009 | 51st annual Grammy Award                          | Best Male Pop Vocal Performance for Say Best Solo Rock Vocal Performance for Gravity                                                                    |
| 2007 | 49th annual Grammy Awards                         | Best Pop Vocal Album for Continuum Best Male Pop Vocal Performance for "Waiting on the World to Change" Time Magazine's Top 100 Most Influential People |
| 2005 | 33rd annual American Music Awards                 | Adult Contemporary: Favorite Artist |
| 2005 | World Music Awards                                | World's Best Selling Rock Act |
| 2005 | People's Choice Awardsddd                         | Favorite Male Artist |
| 2005 | 47th annual Grammy Awards                         | Song Of The Year — songwriter for "Daughters" Best Male Pop Vocal Performance — artist for "Daughters"                                                  |
| 2004 | BDS Certified Spin Awards (March 2004 recipients) | Reached 100,000 spins for "Why Georgia" |
| 2003 | 31st Annual American Music Awards                 | Favorite Male Artist - Pop or Rock 'n Roll Music |
| 2003 | 15th Annual Boston Music Awards                   | Act of the Year Male Vocalist of the Year Song of the Year for "Your Body Is a Wonderland"                                                              |
| 2003 | 45th Annual Grammy Awards                         | Best Male Pop Vocal Performance for "Your Body Is a Wonderland"                                                                                         |
| 2003 | MTV Video Music Awards                            | Best Male Video |
| 2003 | Radio Music Awards                                | Modern Adult Contemporary Radio Artist of the Year Best Hook-Up Song for "Your Body Is a Wonderland"                                                    |
| 2003 | Teen People Awards                                | Choice Music - Male Artist Choice Music - Album for Any Given Thursday                                                                                  |
| 2003 | Danish Music Awards                               | Best New Artist |
| 2002 | MTV Video Music Awards                            | Best New Artist In A Video for "No Such Thing" — nominated                                                                                              |
| 2002 | Orville H. Gibson Guitar Awards                   | Les Paul Horizon Award (Most Promising Up and Coming Guitarist)                                                                                         |
| 2002 | VH1 Big in 2002 Awards                            | Can't Get You Out of My Head Award for "No Such Thing"                                                                                                  |
| 2002 | Pollstar Concert Industry Awards                  | Best New Artist Tour |